# Rèvola menuda

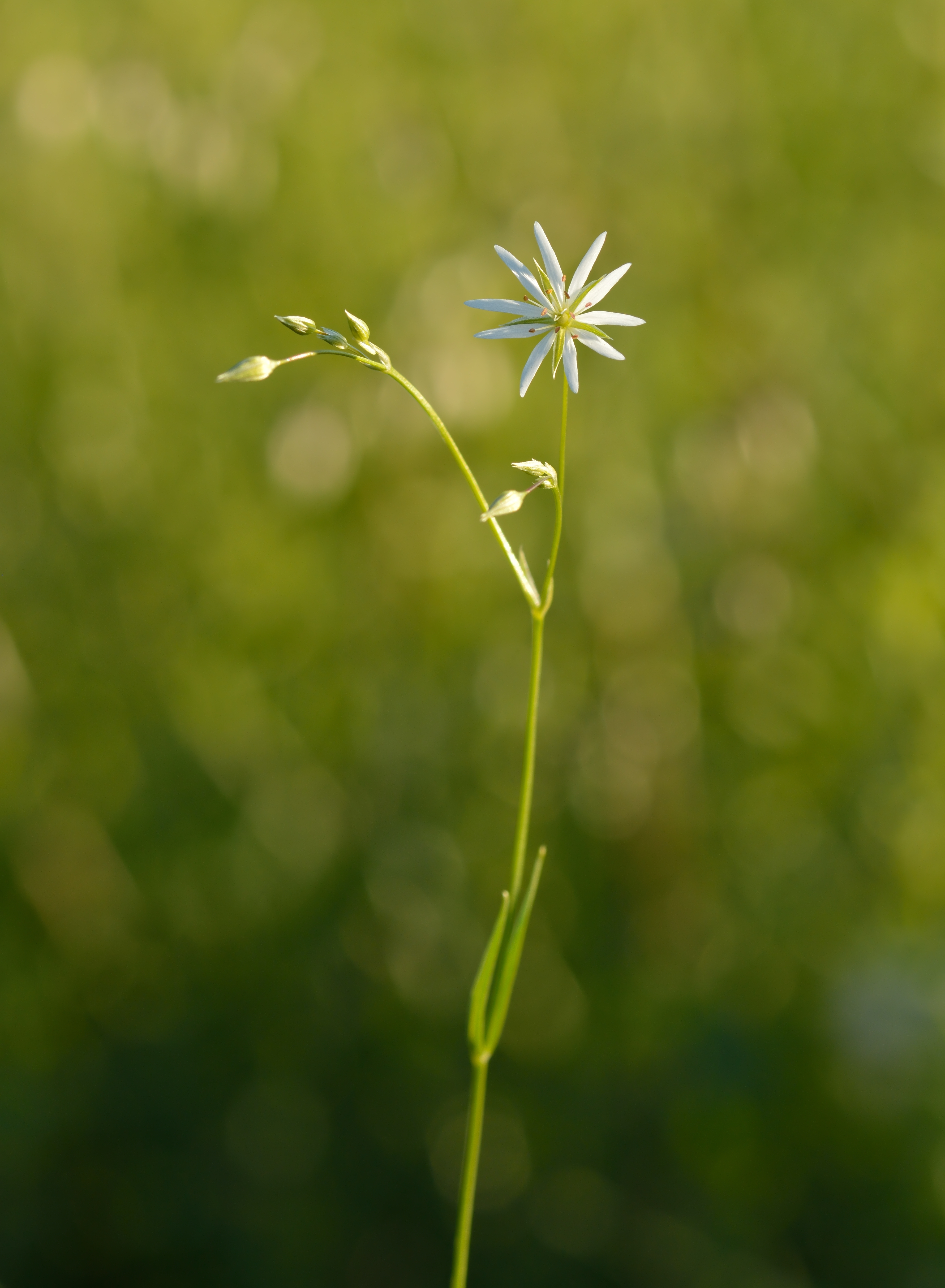
Detall de la flor

La rèvola menuda (nom científic Stellaria graminea) és una planta mitjana de fulles oposades. Produeix flors blanques i els pètals s'obren en estrella just en el punt d'intersecció. És d'inflorescència cimosa bípada. Fa el fruit en càpsula.